# José Ignacio de Merlos

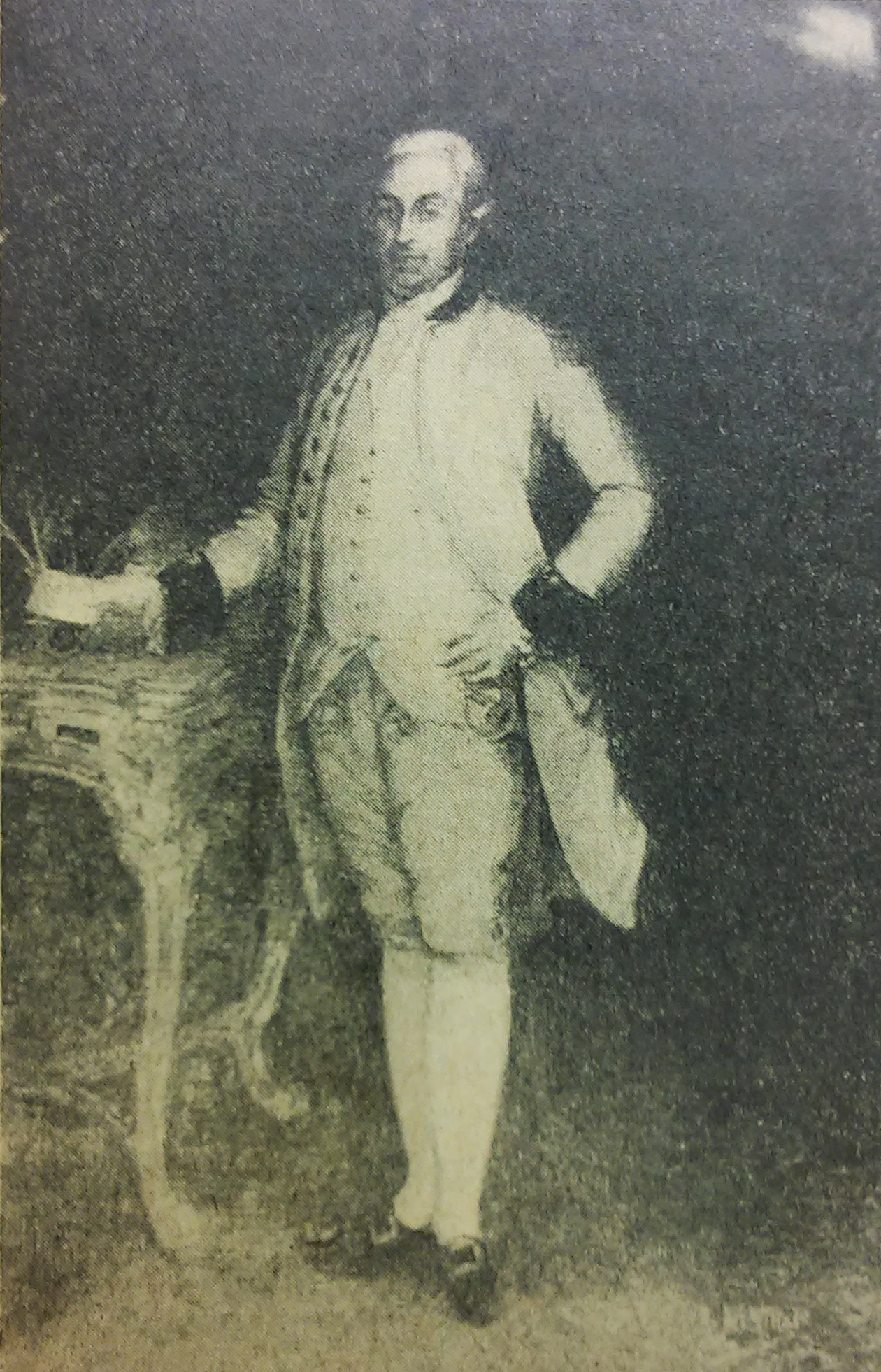
José Ignacio de Merlo por Ramón Bayón, Madrid 1773

José Ignacio de Merlo y Saz Nació el 23 de noviembre de 1734 en Buenos Aires y falleció en la misma ciudad el 30 de julio de 1814. Fue un acomodado vecino porteño de noble ascendencia que tuvo destacada participación en las campañas contra los portugueses.

## Biografía
Fueron sus padres Miguel Antonio de Merlo, caballero de la Orden de Santiago, y María Teresa del Saz, descendiente de los marqueses de Ferreiro, de Frosifal y de los condes de San Lorenzo.
Contrae matrimonio con la aristocrática porteña María Rafaela de Basavilbaso y Urtubia (hija de Domingo de Basavilbaso de la Presa y de María de Uturbia) en 1771.
Participa en la campaña de Misiones de 1755 y luego en el sitio y defensa de la Colonia del Sacramento. Más tarde es enviado en comisión a Charcas y Lima. 
En 1768 acompaña a Bucarelli a expulsar a los jesuitas. Destinado en la guarnición de Buenos Aires, revistaba en 1792 como teniente coronel graduado, en el Regimiento de Infantería de Buenos Aires; en 1801 luchó contra los portugueses en la Banda Oriental.
Para el año 1803, la Infantería Veterana (la "fija"), ya poseía tres batallones formados por siete compañías cada uno. Los comandantes eran el coronel Félix de Iriarte, el teniente coronel Pedro de Arce y el teniente coronel José Ignacio de Merlo.
En 1809 participa en la reunión convocada por el virrey Cisneros para tratar la apertura del puerto de Buenos Aires al comercio extranjero.